# Regeneron Pharmaceuticals
La Regeneron Pharmaceuticals, nota anche semplicemente come Regeneron, è un'azienda statunitense di biotecnologia e biofarmaceutica attiva nell'ambito della ricerca, sviluppo e commercializzazione di farmaci. Fondata nel 1988 e con sede a Tarrytown, New York, fa parte dell'indice NASDAQ-100 e S&P 500.